# 新居浜東火力発電所
新居浜東火力発電所（にいはまひがしかりょくはつでんしょ）は、愛媛県新居浜市にある、住友共同電力が管理運営する火力発電所。

## 概要
戦前は四国最大級の規模であった新居浜第二火力発電所を前身とする火力発電所で、住友グループ工場群への電力供給および蒸気供給を行っている。現在の主力ボイラである4号・5号石炭ボイラでは、炉内脱硫機能を有し窒素酸化物の抑制に優れた流動床・循環流動層方式を用いている。

## 発電設備
- 総出力：2.96万kW[1]

1号機
定格出力：27,000kW
使用燃料：石炭、重油、消化ガス
営業運転開始：1969年2月
2号機
定格出力：2,600kW
使用燃料：石炭、重油、消化ガス
営業運転開始：2006年11月